# Klooga
Klooga (tyska: Lodensee eller Lonsee) är en småköping (estniska: alevik) i landskapet Harjumaa i nordvästra Estland. Antalet invånare var 1 203 år 2011. Klooga ligger i Lääne-Harju kommun, 30 km väster om huvudstaden Tallinn. Orten tillhörde Keila kommun 1992–2017. 
Under andra världskriget och den tyska ockupationen av Estland fanns ett koncentrationsläger utanför Klooga.
Klooga ligger 19 meter över havet och terrängen runt orten är mycket platt. Runt Klooga är det ganska tätbefolkat, med 86 invånare per kvadratkilometer. Närmaste större samhälle är centralorten Paldiski, 9 km väster om Klooga. I omgivningarna runt Klooga växer i huvudsak blandskog. Sjön Klooga järv ligger vid orten. Omedelbart norr om Klooga ligger byn Kloogaranna (ranna betyder strand) vid havsviken Lahepere laht.